# Isola di Cat Ba
Cat Ba è un'isola che appartiene al Vietnam. È ubicata nella baia di Ha Long, nel nord del paese,ed ha una superficie di circa 140 km².

## Geografia
Cat Ba è la più grande delle isole della baia e più della metà della sua superficie è ricoperta da un Parco nazionale, riconosciuto dall'UNESCO nel 2004 come riserva della biosfera mondiale, che ospita fauna ad elevato rischio di estinzione come il primate presbite dalla testa bianca (sottospecie testa argentata). In natura ne sopravvivono meno di 100 esemplari, anche se è oggetto di un programma di conservazione ben organizzato. Il parco copre sia zone terrestri che aree marine e ha un alto grado di biodiversità, che però è a rischio a causa di un aumento troppo rapido del turismo. Altri mammiferi presenti sono lo zibetto e lo scoiattolo gigante asiatico.

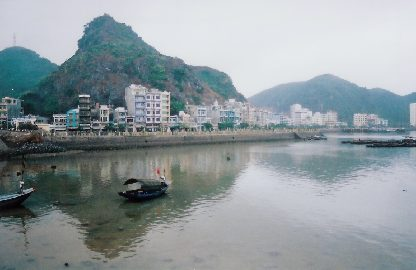
La città di Cat Ba, con le colline rocciose in riva al mare

Molti tour operator propongono il trekking o tour in canoa nel Parco nazionale. Le visite brevi prevedono in genere un solo pernottamento nella piccola città di Cat Ba (popolazione di circa 8.000 abitanti) o sulle barche ormeggiate nella baia di Cai Beo, a circa 2 km dalla città di Cat Ba. 
Al di là del Parco nazionale, Cat Ba è attraente di per sé: è situata in una baia piena di piccole barche, molte delle quali appartengono a pescatori di perle o di gamberi, e può diventare molto frequentata nei fine settimana e nei giorni festivi. Il lungomare ha luminarie e una grande fontana che funziona solo dopo il tramonto. È costeggiato da una striscia di hotel economici e bar; a ridosso è dominato dalle colline calcaree.